# Мицын, Пётр Васильевич
Пётр Васильевич Ми́цын (1904—1977) — советский конструктор сельскохозяйственной техники.

## Биография
Родился 2 (15 сентября) 1904 года в деревне Коришево (ныне Талдомский район, Московская область). В 1931 году окончил Сибирский институт инженеров транспорта (Томск). В 1931—1935 инженер НАТИ (Москва), участвовал в создании дизельного двигателя для челябинского трактора С-65.
В 1935—1973 работал на ЧТЗ: инженер-конструктор, руководитель группы, начальник тракторного КБ, заместитель главного конструктора, главный конструктор завода.
Принимал участие в совершенствовании вооружения танков серий КВ и ИС, в создании артиллерийского тягача С-2. В послевоенные годы руководил конструкторскими разработками тракторов С-80, С-100, Т-100М, Т-130.
Сын — Мицын Григорий Петрович (р. 31.08.1943, Челябинск) — конструктор тракторов, профессор кафедры «Автомобили» ЮУрГУ.

## Награды и премии
- Сталинская премия второй степени (1952) — за коренные усовершенствования процесса производства гусеничных тракторов «Сталинец-80» и повышение их эксплуатационных качеств[1]
- Орден Красной Звезды (1944).